# Genrich Saulovich Altshuller
Genrich Saulovich Altshuller (1926-1998) là người khai sinh ra phương pháp luận sáng tạo TRIZ (giúp canh tân, sáng chế sản phẩm mới trong khoảng thời gian ngắn nhất).
Ông sinh ra tại Tashkent (Uzbekistan) và năm 14 tuổi đã có vài bằng chứng nhận tác giả sáng chế. Ông tốt nghiệp đại học công nghiệp. Ông giảng dạy ở Đại học Baku trong nhiều năm, là tác giả của hàng chục cuốn sách và khoảng 400 bài luận về TRIZ. Ông là tác giả của hàng trăm phát minh, sáng chế xuất sắc. Ngoài ra Altshuller còn viết khoảng 5 cuốn sách về khoa học viễn tưởng.
Những năm thập niên 1980, hàng trăm thành phố ở Liên Xô đã mở trường, trung tâm, câu lạc bộ dạy về tư duy sáng tạo. Cuối những năm 1980, Altshuller chuyển qua nghiên cứu về một lý thuyết có thể xây dựng "con người sáng tạo". Theo ông, có những phương pháp nhất định, giúp con người có thể học rất tự nhiên, không hề gò bó, nhưng có thể mang lại cho họ khả năng nhạy bén và sáng tạo hơn hẳn. Phương pháp luận này được gọi là TRIZ hiện đại, được các nước phát triển như Mỹ, Đức, Nhật... đánh giá rất cao.